# Dietmar Hiller

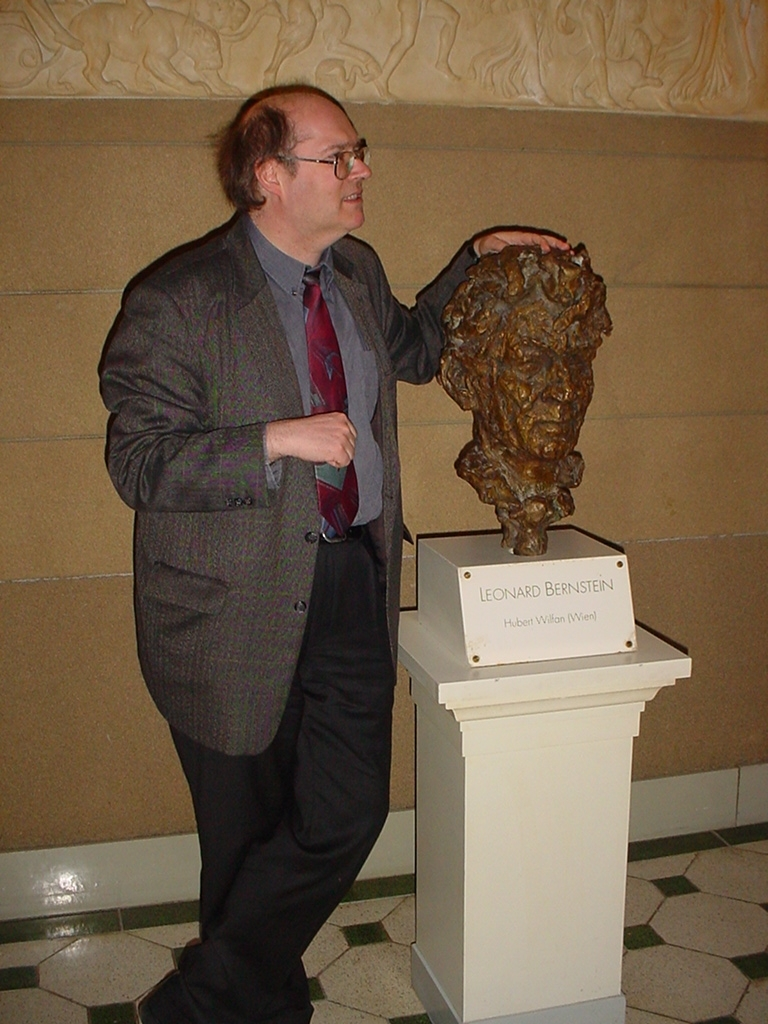
Dietmar Hiller an der Büste von Leonard Bernstein im Konzerthaus Berlin 2006

Dietmar Hiller (* 26. April 1958 in Berlin) ist ein deutscher Musikwissenschaftler, Organist und Kirchenmusiker sowie emeritierter Dramaturg des Konzerthauses Berlin und Lehrbeauftragter der Hochschule für Musik „Hanns Eisler“ Berlin.

## Leben und Wirken
Nach erstem Klavierunterricht an der Musikschule und dem Abitur an der Georg-Friedrich-Händel-Oberschule, einer Spezialschule mit musikalischer Ausrichtung, begann er 1976 ein Studium der Musikwissenschaft an der Humboldt-Universität zu Berlin, das er 1981 mit dem Diplom abschloss. 1984 wurde er zum Doktor der Philosophie promoviert. Orgelstudien bei Kirchenmusikdirektor Erich Piasetzki von 1977 bis 1984 ergänzten seine künstlerische Ausbildung. 1987 nahm er am Improvisationswettbewerb für junge Organisten in Halle (Saale) teil.
Von 1984 bis 2024 arbeitete Hiller als Dramaturg am Konzerthaus Berlin (Schauspielhaus am Gendarmenmarkt). Sein Tätigkeitsprofil bestand hier aus der Programmplanung und -verhandlung, dem Erstellen und der Redaktion von Programmheften, Konzerteinführungen, Nach(t)gesprächen und inhaltlicher Mitarbeit bei der Presse- und Öffentlichkeitsarbeit. In den Jahren 1988 bis 2015 unterrichtete er außerdem im Lehrauftrag Musikgeschichte an der Hochschule für Musik „Hanns Eisler“ Berlin. Seine Schwerpunkte lagen dabei in der frühen Musikgeschichte sowie in Spezialkursen zu kirchenmusikalischen Themen. Konzertverpflichtungen als Solist führten ihn ins In- und Ausland (Polen, Tschechien, Frankreich, Schweiz, Brasilien). Seine wissenschaftliche Arbeit findet in zahlreichen Vorträgen und Publikationen ihren Niederschlag.
Seit 1995 ist er Organist der Gottesdienste der Katholischen Akademie Berlin, seit 1999 in der neuen Akademiekirche St. Thomas von Aquin sowie für die Deutsche Bischofskonferenz. 2003 wurde er in die Jury Chöre des Landes Berlin berufen, der er bis 2015 angehörte.

## Publikationen (Auswahl)
Buchpublikationen
- Untersuchungen zu Robert Schumanns Auffassungen zum Problem der musikalischen Gattungen. Hochschulschrift (Phil. Diss.), Berlin 1984.
- Die Orgel im Schauspielhaus Berlin. Berlin 1990.

Artikel in Buchpublikationen
- Das Nationaltheater und die Anfänge der Berliner Mozart-Pflege. In: Konzerthaus Berlin – Schauspielhaus am Gendarmenmarkt. Berlin 1994, S. 43–51.
- Liturgie und Darbietung – Robert Schumanns Auffassungen über Kirchenmusik. In: Schumann-Studien 3/4. Rat der Stadt Zwickau, Abteilung Kultur, Köln 1994, S. 95ff.
- Orgeln in Brandenburg und Berlin. Magazin zum Orgelfestival. Kulturfeste im Land Brandenburg e. V., Potsdam 2005.
- Felix Mendelssohn Bartholdy und die Sing-Akademie zu Berlin. In: Felix Mendelssohn Bartholdys Wohn- und Wirkungsstätten, Vortragsreihe Frühjahr 2003, hrsg. von Veronika Leggewie, Edition Linea classica Koblenz 2003, ISBN 3-9807515-1-1, S. 7ff.
- Das 19. Jahrhundert bis zur Reichsgründung. Eine Porträt-Galerie. In: Ingeborg Allihn, Wilhelm Poeschel (Hrsg.): „Wie mit vollen Chören“. 500 Jahre Kirchenmusik in Berlins historischer Mitte. ortus musikverlag, Beeskow 2010, ISBN 978-3-937788-19-7.
- Felix Mendelssohn Bartholdy, Johannes Brahms, Max Reger und das Schicksal der protestantischen Kirchenmusik im 19. Jahrhundert. In: Weil sie die Seelen fröhlich macht. Protestantische Musikkultur seit Martin Luther. Herausgegeben von Cordula Timm-Hartmann, Verlag der Franckeschen Stiftungen zu Halle 2012, Kataloge der Franckeschen Stiftungen 28, ISBN 978-3-447-06699-0.
- Plakativ und verborgen – Gedanken zur Präsenz des Luther-Chorals in der Musik des 19. und beginnenden 20. Jahrhunderts. In: Choral, Cantor, Cantus firmus. Die Bedeutung des lutherischen Kirchenliedes für die Schul- und Sozialgeschichte. Herausgegeben von Erik Dremel und Unte Poetzsch, Hallesche Forschungen 42, Verlag der Franckeschen Stiftungen, Halle 2015, ISBN 978-3-447-10387-9, S. 151–158.

Aufsätze und Artikel in Zeitschriften
- Zum 300. Geburtstag des Orgelbauers Zacharias Hildebrandt. In: Musik und Gesellschaft, Jg. 38, Nr. 10, 1988, S. 524–526.
- Musik und Technik: Züge, Kombinationen und Setzer. Zur Entwicklung der Klangregistrierung auf der Orgel. In: Musik und Gesellschaft 2/1989.
- Auf dem Weg zu einem bibelkundigen Publikum. Die Musik in den Oratorien Georg Friedrich Händels. In: Bibel und Kirche 2/1993.
- Plädoyer für eine sinnvoll genutzte Saalorgel. In: Orgel International. Nr. 1, 1998, S. 36–41.
- Wie ein „Paukenschlag“. Die Klais-Orgel der St.-Hedwigs-Kathedrale Berlin. In: Musica sacra Nr. 6, Regensburg 2014, S. 364f.
- Stefan Heuckes ‚Deutsche Messe‘ op. 80. In: musica sacra Nr. 04, Regensburg 2017.
- Adam’s Passion von Arvo Pärt und Robert Wilson. In: musica sacra Nr. 04, Regensburg 2018.

Beiträge auf wissenschaftlichen Konferenzen
- Schumanns Romantik-Auffassung und die Rolle der musikalischen Gattungen. In: Robert-Schumann-Tage 1994, 9. Wissenschaftliche Arbeitstagung zu Fragen der Schumann-Forschung. Zwickau 1989, S. 8–16.
- Karl Friedrich Fasch und die Gründung der Berliner Singakademie. In: Studien zur Aufführungspraxis und Interpretation der Musik des 18. Jahrhunderts Heft 41: Bericht über die wissenschaftliche Konferenz in Zerbst am 16. und 17. April 1988. Michaelstein bei Blankenburg 1989, ISBN 3-89512-093-6.
- Zur Darstellung französischer Orgelmusik auf der Trost-Orgel – Probleme und Vorschläge. In: 250 Jahre Trost-Orgel in der Konzerthalle Schloßkirche Altenburg. Arbeitsmaterial zur wissenschaftlichen Großkonferenz Die Altenburger Trost-Orgel und ihre Bedeutung im Musikleben der Vergangenheit und Gegenwart am 30. September 1989. Rat der Stadt Altenburg mit dem Kulturbund der DDR, Altenburg 1989, S. 9–14.
- Gemeinsam mit Barbara Stühlmeyer: Hörpraxis und Aufführungspraxis der Musik der hl. Hildegard von Bingen. In: Medievales 10. Actes du Colloque d'Etudes Medievales de l'Universite de Picardie-Jules Verne St-Riquier, 5-8 Decembre 1998. Amiens 2000, S. 138–146.
- Plakativ und verborgen – Gedanken zur Präsenz des Luther-Chorals in der Musik des 19. und beginnenden 20. Jahrhunderts. (Veröffentlicht in: Choral, Cantor, Cantus firmus. Die Bedeutung des lutherischen Kirchenliedes für die Schul- und Sozialgeschichte. Verlag der Franckeschen Stiftungen Halle 2015.)

## Auszeichnungen und Ehrungen
- Im November 2021 wurde er mit der Goldenen Ehrennadel des Landesmusikrats Berlin ausgezeichnet.[6]
- Zum Abschied aus dem aktiven Dienst, Publikation des Konzerthauses Berlin zur Verabschiedung von Dietmar Hiller nach 40 Dienstjahren am 5. Juli 2024.